# Джованні Марія Наніно
Джов'анні Мар'ія Нан'іно (італ. Giovanni Maria Nanino; (бл. 1544, Валлерано — 11 березня 1607, Рим) — італійський композитор пізнього відродження, видатний представник римської школи, кантор, викладач музики; старший брат композитора та викладача музики та співу Джованні Бернардіно Наніно.

## Біографія
Джованні Марія Наніно народився або у Валлерано (Провінція Вітербо на півночі Лаціо), або у Тіволі (Провінція Рим); не збереглося актів про його народження, якімабуть згоріли під час пожежі у архиві Рончильйоне, куди були перенесені різноманітні документи (Валлерано входило до Герцогства Кастро Та Рончільйоне під владою Фарнезе).
Свідчення про перші студії братів Наніно належить Паоло Аґостіні; у присвяті до Четвертої книги мес у партитурі Паоло Аґостіні Лаусдео да Валлерано, Рим, 1627 він говорить про музичну капелу у Валлерано, як про таку, що у ній «Джо. Бернардіно та його брат Джо. Марія мали втіху вправлятися».
У 1562 році Наніно перебував на службі у кардинала Іпполіто II д'Есте. Потім служив кантором у Капелі Джуліа у Ватикані (1566–1568), відтак капельмейстером у Базиліці Санта-Марія-Маджоре (1571–1575) та у церкві Сан-Луїджі-дей-Франчезі (1575–1577) у Римі. 27 жовтня 1577 був взятий як тенор до Колегії Папських Канторів (лат. Collegio dei Cantori Pontifici — Папська музична капела), де принаймні три роки обіймав посаду magister capellae (1598, 1604 та 1605).
Був особливо активним як викладач; його учнями були наступні видатні композитори римської поліфонічної школи: Франческо Соріано, Ґреґоріо Аллеґрі, Феліче Анеріо, Руджеро Джованнеллі та інші.
Помер у Римі 11 березня 1607 року та був похований у церкві Сан-Луїджі-дей-Франчезі, у підлозі перед капелою св. Маттео.
Єдиний портрет Наніно, виконаний живописцем Франческом Тревізані за прізвиськом Римлянин (Romano), має на собі напис «Джованні Марія Наніно да Валлерано Кантор Папської Капели»

## Твори
Хоча Наніно й не був особливо плідним композитором, але був надзвичайно популярним і мав помітний вплив на музику свого часу. Він був автором, що, після Алессандро Стріджо, найчастіше включався до друкованих антологій у період між 1555 та 1620, переважаючи навіть Маренціо та Палестріну.
Його світський доробок складається з великої кількості мадригалів у класичному контрапунктичному стилі, але він послуговується також і більш легкою формою канцонети. Саме у цьому жанрі написана його знаменита «Перша книга канцонет на три голоси», вперше надрукована у Ґардано в Венеції у 1593 році, в якій музикуються тексти Франческа Петрарки. Її музична виразність нерідко порівнюється з такою Луки Маренціо.
Крім того, Наніно писав мотети, ламентації, канони та духовні пісні. У 1980 році було опубліковане неповне зібрання його творів, велика частина його творчої спадщини ще й досі знаходиться у манускриптах.

### Сакральні
- Motecta … nova inventione elaborata, 3–5vv, Венеція, 1586
- Missa ‘Vestiva i colli’
- 3 мотети, 1614
- 5 Ламентацій
- 2 канони, 1605
- Інші композиції

### Світські
- Перша книга мадригалів на п'ять голосів (Il primo libro de’ madrigali), Benezia, ?1570–5, втрачена, збереглося видання 1579
- Мадригали на п'ять голосів, Венеція, 1581, має в собі 13 композицій Аннібале Стабіле
- Третя книга мадригалів на п'ять голосів (Il terzo libro de madrigali, Венеція, 1586, містить одну композицію брата Джованні Бернардіно Наніно
- Перша книга канцонет на три голоси (Il primo libro delle canzonette), Венеція, 1593

## Пам'ять
У Валлерано, з середини 1800 року існує Музична Асоціація, що носить його ім'я. Її інструментальним проявом є духовий оркестр «Giovanni Maria Nanino», керований маестро Джузеппе Тронкареллі.
У Тіволі з 1998 року існує поліфонічний хор з тією ж назвою, що ставить собі на меті просувати музичну культуру взагалі та сприяти відновленню музичних традицій своєї місцевості.